# Стрельникова Ніна Іванівна
Ніна Іванівна Стрельникова (3 лютого 1913, станція Авдіївка, тепер Донецької області — ?) — українська радянська діячка, заступник головного металурга, головний металург Дніпропетровського заводу металургійного устаткування Дніпропетровської області. Депутат Верховної Ради СРСР 4—5-го скликань.

## Життєпис
Народилася 3 лютого 1913 року в родині залізничного робітника. Після закінчення середньої школи навчалася в Дніпропетровському інституті народної освіти. Потім перевелася до металургійного інституту.
У 1936 році закінчила Дніпропетровський металургійний інститут, здобула спеціальність інженера.
Після закінчення інституту працювала бригадиром електропечей фасоносталеливарного цеху, начальником зміни, начальником дільниці, інженером заводу, завідувачем ливарної майстерні Дніпропетровського заводу металургійного устаткування.
Під час німецько-радянської війни перебувала у евакуації в Середній Азії, працювала на заводі. У 1944 році повернулася до Дніпропетровська.
З 1944 року працювала на Дніпропетровському заводі металургійного устаткування старшим інженером заводоуправління.
З 1953 року — заступник головного металурга, головний металург Дніпропетровського заводу металургійного устаткування Дніпропетровської області.
Потім — на пенсії в місті Дніпропетровську (Дніпрі).

## Нагороди
- орден Леніна (7.03.1960)
- медалі
- заслужений металург Української РСР (3.09.1964)